# Fiorella Infascelli
Fiorella Infascelli (Roma, 29 ottobre 1952) è una regista e sceneggiatrice italiana.

## Biografia
Suo padre è il produttore Carlo Infascelli.

## Filmografia

### Regia e sceneggiatura
- Ritratto di donna distesa – film TV (1980)
- Pa – cortometraggio (1981)
- La maschera (1988)
- Zuppa di pesce (1992)
- Alfabeto italiano – serie TV, 1 episodio (1998)
- Italiani (1998)
- Conversazione italiana – film TV documentaristico (1999)
- Ferreri, I Love You – documentario (2000)
- Il vestito da sposa (2003)
- Art. 9, episodio del film All Human Rights for All(2008)
- Pugni chiusi – documentario (2011)
- Era d'estate (2016)

### Aiuto regia
- L'invenzione di Morel, regia di Emidio Greco (1974)
- Salò o le 120 giornate di Sodoma, regia di Pier Paolo Pasolini (1975)
- Berlinguer ti voglio bene, regia di Giuseppe Bertolucci (1977)
- Maschio, femmina, fiore, frutto, regia di Ruggero Miti (1979)
- La tragedia di un uomo ridicolo, regia di Bernardo Bertolucci (1981)

### Attrice
- L'invenzione di Morel, regia di Emidio Greco - non accreditata (1974)